# 다프트 펑크의 일렉트로마
《다프트 펑크의 일렉트로마》(Daft Punk's Electroma)는 미국에서 제작된 토머스 방갈테르 감독의 2006년 드라마, SF 영화이다. Peter Hurteau 등이 주연으로 출연하였다.
이 영화는 2006 칸 영화제에 초연되었으며 프랑스에서 2007년 3월 24일 개봉되었다.

## 출연
- Peter Hurteau: Hero Robot #1역
- Michael Reich: Hero Robot #2역
- Ritche Lago Bautista: Robot Groomsman역
- Daniel Doble: Robot Pastor역
- Athena Stamos: Robot Waitress역
- Bradley Schneider: Robot Lawyer역

## 기타
- 음악지원: 브라이언 에노
- 의상: 리사 마리 해리스